# Weltverband der gehörlosen Jugend
Der Weltverband der gehörlosen Jugend (englisch World Federation of the Deaf Youth Section - WFDYS) ist eine Nichtregierungsorganisation parallel zur Organisation der gehörlosen Jugendgemeinschaft der Vereinten Nationen.
Der WFDYS-Vorstand, der vier Jahre amtiert, sieht mindestens acht Pflichtsitzungen vor, zwei pro Jahr.
Zu den Aufgaben des WFDYS gehören Kindercamps für 9- bis 12-Jährige, Jugendcamps für 13- bis 17-Jährige und Jugendcamps für 18- bis 30-Jährige. Alle Camps finden alle vier Jahre statt. Ziele der Camps sind Führungstraining für gehörlose Jugendliche, Unterstützung von Jugendorganisationen und Interessenvertretung, kultureller Austausch innerhalb der Gehörlosengemeinschaft, Führung, Menschenrechtsbildung im Kampf für Gleichberechtigung sowie die Förderung der gehörlosen, sprachlichen und kulturellen Identität.
WFDYS ist Partner des International Coordination Meeting of Youth-led Organizations (ICMYO) und Teil der Hauptgruppe für Kinder und Jugendliche der Vereinten Nationen. Jugendgeführte Organisationen mit Hörbehinderungen fördern Youth21-Initiativen. Wir haben eine formelle Position zum Ständigen Jugendforum verabschiedet, dem dauerhaften Mechanismus, durch den gehörlose junge Menschen in den Entscheidungsprozess der Vereinten Nationen einbezogen werden können. Mit dem Ständigen Jugendforum bekräftigen wir die Bedeutung des Weltaktionsprogramms für die Jugend (WPAY) und prüfen Pläne auf allen Ebenen, einschließlich der Rolle in der Führung der Vereinten Nationen und in Jugendprogrammen zwischenstaatlicher und internationaler Organisationen.
WFDYS ist davon überzeugt, dass das Recht auf zweisprachige Bildung und die aktive Beteiligung junger Menschen an Entscheidungsprozessen der Schlüssel sind, um jungen Menschen mit unterschiedlichen Behinderungen die Tür zu Freiheit und Gleichheit zu öffnen.

## Geschichte
Die WFDYS wurde 1987 in Espoo gegründet und vor dem Weltkongress der Weltföderation der Gehörlosen 1995 in Österreich endgültig eingetragen.

## Präsidenten
- Tarja Karhunen (1987 – 1995)
- Nina Sivunen (1995 – 1999)
- Joseph Murray (1999 – 2003)
- Vivien Batory (2003 – 2007)
- Juan Angel De Gouveia (2007 – 2011)
- Jenny Nilsson (2011 – 2015)
- Cecilia Hanhikoski (2015 – 2017)
- Mark Berry (2017 – 2019)
- Shirley Liu (2019 – 2023)
- Emilo Christensen[2] (seit 2023)